# تيشا فينتوريني
تيشا ليا فينتوريني هوتش (من مواليد 3 مارس 1973) هي لاعبة كرة قدم أمريكية سابقة، فينتوريني عضو في مجموعة مالكي نادي أنجيل سيتي لكرة القدم في الدوري الوطني لكرة القدم للسيدات.
حصلت خلال مسيرته الكروية مع منتخب الولايات المتحدة لكرة القدم للسيدات على حائزة على الميدالية الذهبية في الألعاب الأولمبية الصيفية 1996 في أتلانتا، والميدالية الذهبية في  في كأس العالم للسيدات 1999  لكرة القدم.

## حياتها المبكرة ومسيرتها الكروية
وُلدت في موديستو، كاليفورنيا، وتلقت تعليمها في مدرسة غريس إم. ديفيس الثانوية.
درست في جامعة نورث كارولينا، ولعبت ضمن فريق تار هيلز لكرة القدم للسيدات. وبصفتها لاعبة في الفريق، فازت ببطولة الرابطة الوطنية لرياضة الجامعات أعوام 1991، 1992، 1993، و1994. كما فازت بجائزة هوندا الرياضية كأفضل لاعبة كرة قدم في البلاد عام 1995. لعبت فينتوريني كرة القدم الاحترافية في دوري السيدات مع فرق سان خوسيه سايبر رايز، وديلاوير جينيز، وباي إيريا سايبر رايز.

## مسيرتها الدولية
خلال مسيرتها، مثّلت فينتوريني الولايات المتحدة في 132 مباراة، وسجلت 44 هدفًا. حصلت على الميدالية الذهبية في دورة الألعاب الأولمبية الصيفية 1996 في أتلانتا، وكانت بطلة العالم في كأس العالم للسيدات 1999. في بطولتين لكأس العالم للسيدات  (السويد 1995 والولايات المتحدة 1999) ودورة أولمبية واحدة (أتلانتا 1996)، لعبت فينتوريني 13 مباراة وسجلت 7 أهداف.

## حياتها الشخصية
فينتوريني عضو في مجموعة مالكي نادي أنجيل سيتي لكرة القدم في الدوري الوطني لكرة القدم للسيدات.

## إحصائيات المسيرة المهنية

### الأهداف الدولية
| م  | التاريخ       | المكان                                    | الخصم          | النتيجة | المنافسة | Ref.                                |         |
| -- | ------------- | ----------------------------------------- | -------------- | ------- | -------- | ----------------------------------- | ------- |
| 1. | 6 يونيو 1995  | سترومفالن، يفله، السويد                   | الصين          | 1–0     | 3–3      | كأس العالم للسيدات 1995             | [ m 1 ] |
| 2. | 13 يونيو 1995 | سترومفالن، يفله، السويد                   | اليابان        | 4–0     | 4–0      | كأس العالم للسيدات 1995             | [ m 2 ] |
| 3. | 17 يونيو 1995 | سترومفالن، يفله، السويد                   | الصين          | 1–0     | 2–0      | كأس العالم للسيدات 1995             | [ m 3 ] |
| 4. | 21 يوليو 1996 | سيتروس بول، أورلاندو، الولايات المتحدة    | الدنمارك       | 1–0     | 3–0      | دورة الألعاب الأولمبية الصيفية 1996 | [ m 4 ] |
| 5. | 23 يوليو 1996 | سيتروس بول، أورلاندو، الولايات المتحدة    | السويد         | 1–0     | 2–1      | دورة الألعاب الأولمبية الصيفية 1996 | [ m 5 ] |
| 6. | 27 يونيو 1999 | ملعب فوكسبورو، فوكسبورو، الولايات المتحدة | كوريا الشمالية | 2–0     | 3–0      | كأس العالم للسيدات 1999             | [ m 6 ] |
| 7. | 27 يونيو 1999 | ملعب فوكسبورو، فوكسبورو، الولايات المتحدة | كوريا الشمالية | 3–0     | 3–0      | كأس العالم للسيدات 1999             | [ m 6 ] |